# 146-os busz (Budapest, 1979–2008)
A budapesti 146-os jelzésű autóbusz Békásmegyer, Újmegyeri tér és Békásmegyer, HÉV-állomás között közlekedett körforgalomban. A vonalat a Budapesti Közlekedési Zrt. üzemeltette.

## Története
1979. április 10-én Békásmegyeren indult busz 146-os jelzéssel körforgalomban. 1979. november 11-étől mind a két irányban járt, majd 1981. december 19-én visszaállították az egyirányú rendszert (Bogár Ignácz utca—Juhász Gyula utca—Madzsar József utca—Pünkösdfürdő utca—Bogár Ignácz utca). A járat 2008. szeptember 5-én megszűnt, forgalmát a módosított útvonalon közlekedő 134-es busz vette át.
Érdekesség, hogy Cinkotán már 2008. augusztus 21-én elindult az új 146-os járat, így két héten keresztül egyszerre két útvonalon is közlekedett 146-os busz, de a félreértések elkerülése végett az átmeneti időszakban az új vonalon 46-os jelzéssel és kiegészítő táblával jártak.

## Útvonala
| Békásmegyer, Újmegyeri tér → Békásmegyer, HÉV-állomás → Békásmegyer, Újmegyeri tér                                                                                      |
| --- |
| Békásmegyer, Újmegyeri tér vá. – Hatvany Lajos utca – Juhász Gyula utca – Madzsar József utca – Pünkösdfürdő utca – Hatvany Lajos utca – Békásmegyer, Újmegyeri tér vá. |

## Megállóhelyei
| 0 | Békásmegyer, Újmegyeri tér végállomás |                                              |
| 1 | Bálint György utca                    | 34                                           |
| 2 | Juhász Gyula utca                     | 34, 145                                      |
| 2 | Hímző utca                            | 145                                          |
| 3 | Békásmegyer, HÉV-állomás              | Szentendrei HÉV 34, 42, 143, 145, 186, Békás |
| 4 | Pünkösdfürdő utca                     | 42, 143, 145, 186, Békás                     |
| 5 | Hímző utca                            | 145                                          |
| 5 | Hatvany Lajos utca                    | 34, 145                                      |
| 6 | Juhász Gyula utca                     | 34, 145                                      |
| 6 | Bálint György utca                    | 34                                           |
| 7 | Békásmegyer, Újmegyeri tér végállomás | 34, 145                                      |